# Tomislav Ivčić
Tomislav Ivčić (Zadar, 6. siječnja 1953. – Zagreb, 4. ožujka 1993.) bio je hrvatski pjevač zabavne glazbe, skladatelj i političar.

## Životopis
Po završetku gimnazije u Zagrebu, Tomislav Ivčić je već kao glazbena zvijezda, upisao studij ekonomije, smjer vanjska trgovina, ali ga nije završio jer je uglavnom bio po nastupima. Tih godina vjenčao se sa suprugom Slavicom te u braku dobio troje djece; kćeri Izabelu i Kristinu te sina Ivana.
Rođeni Zadranin, bio je jedan od najpoznatijih hrvatskih pjevača i skladatelja svog vremena, zahvaljujući brojnim nastupima na festivalima zabavne glazbe 1970-ih godina na dalje. Tijekom glazbene karijere proslavio se brojnim uspješnicama, uglavnom inspiriranim dalmatinskim folklorom, ali i obradom poznatih talijanskih kancona. U svojoj je bogatoj pjevačkoj i skladateljskoj karijeri napisao preko 200 pjesama i tekstova te snimio 23 albuma koji su prodani u 2,5 milijuna primjeraka. Među najpoznatijim pjesmama su: "Otrov s tvojih usana", "Kalelarga", "Stop the war in Croatia" i "Večeras je naša fešta". Zajedno s Mladenom Grdovićem nastupao je kao "Duo Pegla". "Duo Pegla" su izdali kazetu koja se prodala u rekordnih 400.000 primjeraka.
Tijekom Domovinskog rata u Hrvatskoj, Ivčić je skladao i otpjevao pjesmu na engleskom jeziku "Stop the war in Croatia". U veljači 1993. kao nezavisni, kandidirao za zastupničko mjesto u Hrvatskom saboru koje je na izborima i osvojio. Nekoliko tjedana prije stupanja na navedenu dužnost poginuo je u prometnoj nesreći u Zagrebu u kojoj je smrtno stradalo još nekoliko ljudi. Pokopan je na zagrebačkom groblju Mirogoj.
Jedan od većih uspjeha svakako je njegova pjesma "Večeras je naša fešta", koja je postala svojevrsna himna Dalmacije i često se izvodi i pjeva na feštama, ali i prilikom proslavljanja pobjeda i priznanja dalmatinskih sportaša i sportskih klubova. Zadranima je posebno poznata Ivčićeva pjesma "Kalelarga" – pjesma kojom je opjevao zadarsku glavnu ulicu.
Njegova braća su također poznati hrvatski pjevači: Vedran Ivčić, kao i stariji polubrat Đani Maršan, hrvatski pjevač i skladatelj, u novije vrijeme i diplomat.

## Diskografija

### Studijski albumi
- 1974. – Još uvijek se vraćam
- 1977. – Tomislav Ivčić
- 1979. – Nemam za kavu
- 1980. – Ulični šarmer
- 1981. – Dalmatinske noći
- 1982. – Oprosti mi
- 1982. – Pisme iz konobe
- 1983. – Talijanska ploča
- 1984. – Giro D'Italia Talijanska Ploča 2
- 1985. – Monia – Francuska ploča
- 1985. – Sine, vrati se
- 1986. – Večeras je naša fešta'
- 1987. – Posljednji valcer – platinasta ploča
- 1989. – Gorka rijeka
- 1991. – Stop the war in Croatia
- 1994. – Krunica moje majke (neobjavljene pjesme)
- 1996. – More naše plavo
- 1997. – Pjeva najveće hitove Tomislava Ivčića
- 2003. – I onda kad ne bude nas bilo
- 2004. – Di je bila pamet
- 2006. – The platinum collection

### Festivali i kompilacije
- 1976 – Split 76
- 1980 – Split 80
- 1982 – Split 82
- 1983 – Split 83
- 1995 – Svjetiljka djetinjstva
- 2002 – Zvuk osamdesetih Zabavna i Pop 1980 – 1981
- 2002 – Zvuk osamdesetih Zabavna i Pop 1984 – 1985
- 2002 – Zvuk osamdesetih Zabavna i Pop 1986 – 1987
- 2002 – Zvuk osamdesetih Zabavna i Pop 1988 – 1989
- 2005 – Da te mogu pismom zvati – Libar I
- 2005 – Da te mogu pismom zvati – Libar III
- 2006 – Da te mogu pismom zvati – Libar IV
- 2006 – Da te mogu pismom zvati – Libar VI
- 2007 – Da te mogu pismom zvati – Libar VII
- 2007 – Da te mogu pismom zvati – Libar VIII